# Koninklijke en Ridderlijke Hoofdgilde van Sint-Michiel
De Koninklijke en Ridderlijke Hoofdgilde van Sint-Michiel is een schermvereniging uit de Belgische stad Gent. De club, ook wel De Confrérie genoemd, werd opgericht in 1613 en is de oudste nog steeds actieve schermclub ter wereld. In de club wordt met degen, sabel en floret geschermd.
De gilde is een van de vier hoofdgildes van de stad. Naast de schermersgilde zijn er ook de Sint-Jorisgilde (kruisboogschuttersgilde), de Sint-Antoniusgilde (busschietersgilde) en de Sint-Sebastiaansgilde (boogschuttersgilde).

## Geschiedenis

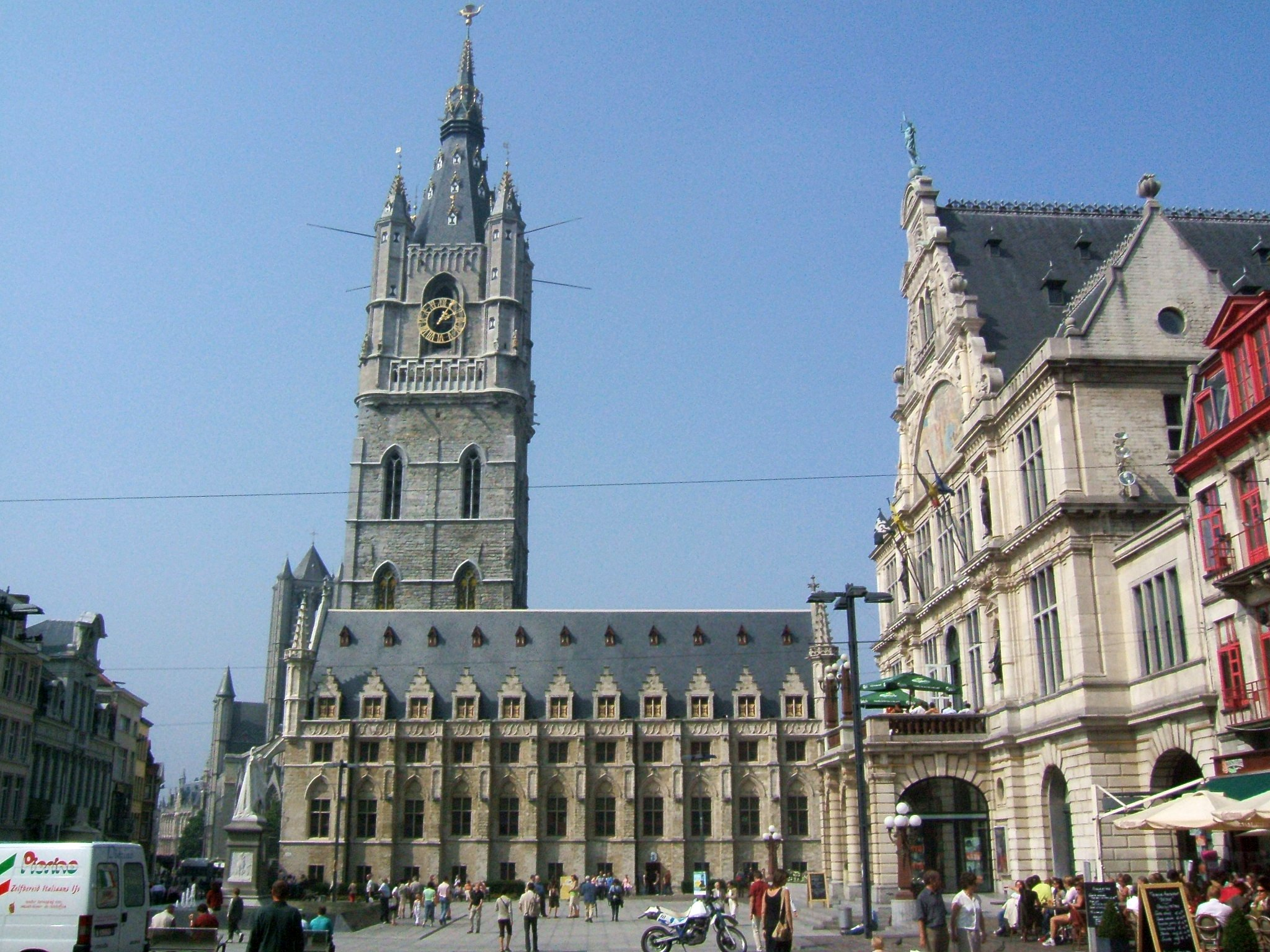
De Lakenhalle aan het belfort.

In 1612 besloot men in Gent een schermersgilde als vierde hoofdgilde op te richten. Na stappen bij het stadsbestuur en het Hof te Brussel werd door een charter van 26 maart 1613 de gilde wettelijk erkend door de aartshertogen Albrecht en Isabella van Oostenrijk. Men zou het slagzwaard en rapier als wapen hanteren. De aartsengel Michaël werd de patroonheilige. Vanaf april dat jaar vond de gilde onderdak in de Lakenhalle van Gent. Om lid te worden moest men minstens 21 jaar zijn, inwoner van de stad Gent en katholiek. Honderd leden van de gilde werden vrijgesteld van hun burgerplicht in een van de 18 compagnies van de burgerwacht. Die 100 leden vormden een keurkorps waarop men een beroep kon doen voor ordehandhaving in de stad. Bij intrede in de gilde moest men een doodschuld betekenen, wat inhield dat na de dood een bepaald bedrag aan de gilde werd toegekend. Het bestuur bestond uit een euverdeken, een deken en twaalf proviseerders. Jaarlijks werd ook een koning aangesteld, dit was de winnaar van het koningstoernooi op 29 september, de feestdag van Sint-Michiel. Het toernooi vond meestal plaats op de Vrijdagmarkt in aanwezigheid van het schepencollege, geestelijke hoogwaardigheidsbekleders en de drie andere hoofdgilden. De koning genoot naast aanzien ook een aantal financiële voordelen. Hij moest wel een gouden schakel toevoegen aan de koningsbreuk (een soort halsketting).
Op het eind van de 17de eeuw kende de gilde een moeilijke periode. Toen Gent in 1678 in handen viel van Lodewijk XIV werd het lokaal van de gilde ingenomen door de Franse troepen en omgevormd tot kazerne. De Gentenaars dienden uiteindelijk een verzoek in om de vier hoofdgilden op te heffen, wat in 1703 werd ingewilligd. Drie jaar later werd de Sint-Michielsgilde echter weer ingesteld en keerde ze terug naar de Lakenhalle. De gilde nam in de 18de eeuw weer een belangrijke plaats in in het socio-culturele leven van de stad. Naar het eind van de eeuw werd ook af en toe beroep gedaan op de gilde voor ordehandhaving, onder meer in de periode van de Brabantse Omwenteling. Na de Slag bij Fleurus uit 1794 werden de gilden even opgeheven, maar in 1803 werd de Sint-Michielsgilde weer opgestart en vanaf 1807 ook weer officieel erkend. In 1817 nam ze het devies "N' évite pas, jamais ne cherche" aan. Na de Belgische onafhankelijkheid evolueerde de gilde steeds meer tot een sportvereniging. Zo werd in 1896 de Belgische schermersbond opgericht.
In 1912 nam de gilde terug haar oude wapenschild aan. Tijdens de wereldtentoonstelling van 1913 in Gent vierde ze haar 300-jarig bestaan. Dat jaar werd ook de Fédération Internationale d'Escrime in Parijs opgericht, en de toenmalige deken van de Sint-Michielsgilde, Albert Feyerik, werd de eerste voorzitter.